# Stand by Your Man
Stand by Your Man är en countrysång från 1968, skriven av Tammy Wynette och Billy Sherrill. Sången, sjungen av Tammy Wynette, utgavs som singelskiva i slutet av 1968, och nådde #1 på USA:s countrylistor i början av 1969. Den låg också på USA:s poplistor. Det är en av de sånger som flest gånger framförts som coverversioner av olika artister.

## Listplaceringar
| Lista (1968)                                        | Topplacering |
| --------------------------------------------------- | ------------ |
| Amerikanska Billboard Hot Country Singles           | 1            |
| Amerikanska Billboard Hot 100                       | 19           |
| Amerikanska Billboard Hot Adult Contemporary Tracks | 11           |
| Kanadensiska RPM Country Tracks                     | 1            |
| Kanadensiska RPM Top Singles                        | 15           |
| Lista (1975)                                        | Topplacering |
| Brittiska UK Singles Chart                          | 1            |

## Coverversioner
- 1968 spelade Patti Page in en cover på sången, och på Adult Contemporary nådde singeln placeringen #20.
- Sofia Rotaru spelade in sången med text på tyska som "Wer Liebe sucht" 1978, för albumet Deine Zärtlichkeit.
- Lynn Anderson spelade 1969 in sången på sitt album "From Lynn, With Love".
- Kikki Danielsson spelade in en cover på sången 1981 på hennes album Just Like a Woman [1]. Den är en av hennes mest berömda countryinspelningar  [2].
- Den brittiska hårdrocksgruppen Motörhead med Wendy O Williams spelade 1982 in en cover på sången på sin EP med samma namn.
- Thorleifs spelade in låten med titeln "Du tillhör mig" på skivan En dag i juni från 1974.
- Vikingarna spelade in låten på "Kramgoa låtar 4" med samma text som Thorleifs cover.